# Кальбуко (вулкан)
Кальбуко (ісп. Calbuco) — активний вулкан в Андах на території Чилі.

## Географія
Вулкан розташований на південний схід від озера Янкіуе і на північний захід від озера Чапо на західному схилі Головної Кордильєри в області Лос-Лагос. Відноситься до стратовулканів. Складений андезитами (з вмістом діоксиду кремнію (SiO2) — 55 — 60%). Висота 2003 метра. Знаходиться на території Національного заповідника Янкіуе.

## Вулканічна активність
У пізньому плейстоцені стався потужний вибух вулкана, в результаті якого лавина вулканічних уламків досягла озера Льянкіуе. В даний час Кальбуко є одним з найактивніших вулканів на півдні чилійських Анд, зафіксовано принаймні 9 вивержень починаючи з 1837 року, причому саме останнє відбулося в 2015 році. Одне з найбільших вивержень в сучасній історії на території південної частини Чилі сталося тут у 1893–1894 роках, під час виверження вулкан викидав 30 см вулканічні бомби на відстань 8 км від кратера, при цьому вниз сходили величезні обсяги гарячих лахарів.
У квітні 1917 року виверження супроводжувалося сильними вибухами, коли лавові потоки формували вулканічний купол. Коротке вибухове виверження в січні 1929 супроводжувалося пірокластичними потоками і потоками лави. Під час останнього великого виверження Кальбуко в 1961 році стовпи вулканічного попелу піднімалися на висоту 12-15 км, а вниз спускалися два потоки лави. 26 серпня 1972 відбулося коротке 4-годинне виверження. Сильні фумарольні викиди з головного кратера спостерігалися 12 серпня 1996.
22 квітня 2015 близько 6 вечора за місцевим часом (21:00 за Гринвічем) почалося чергове виверження, було видно вражаючу грибоподібну хмару попелу і диму, червону від заходу. Стовп попелу піднявся на висоту в 10 тисяч метрів.

## Галерея фотографій вулкана Кальбуко

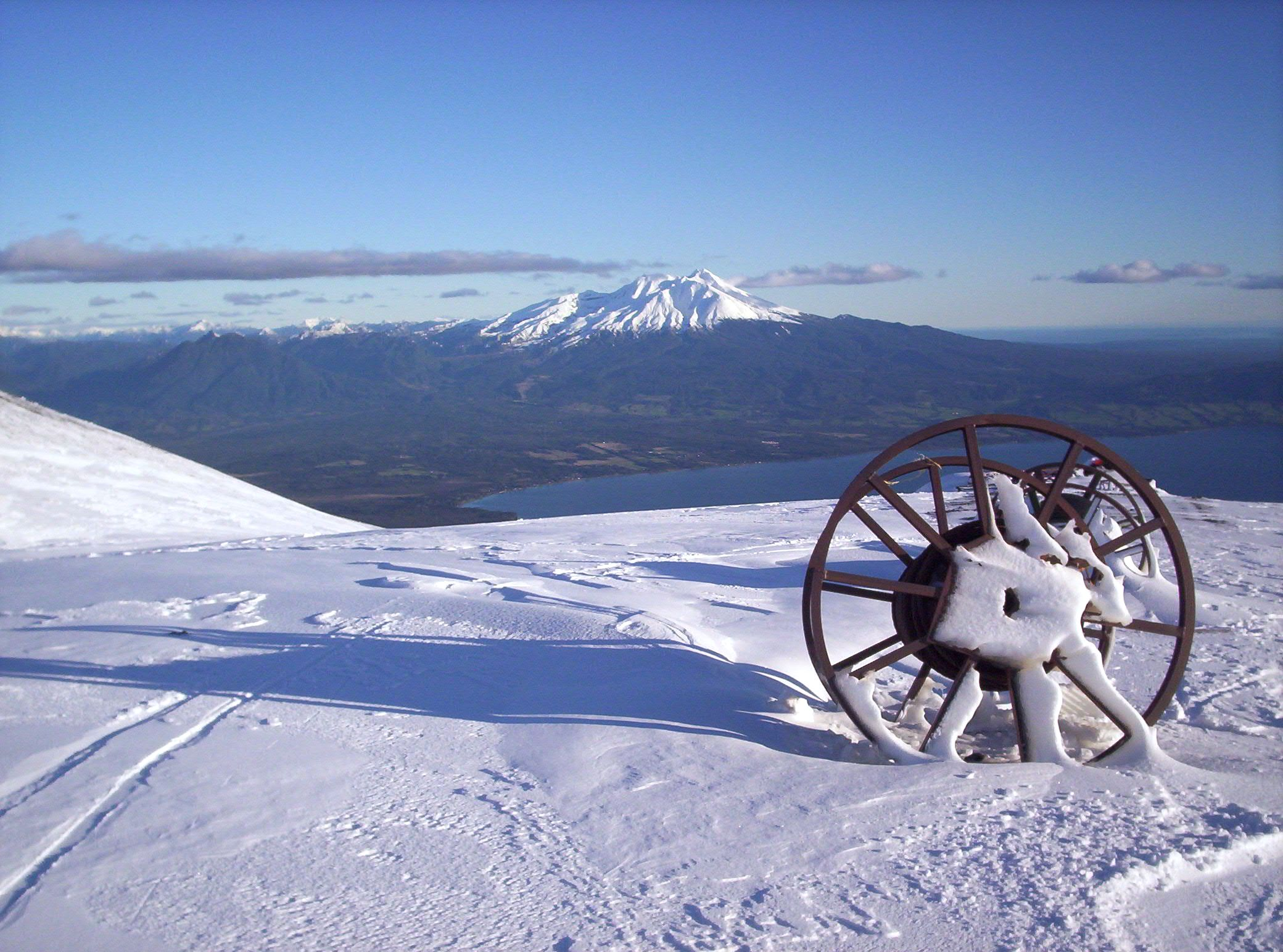
Вид на вулкан Кальбуко з вулкана Осорно
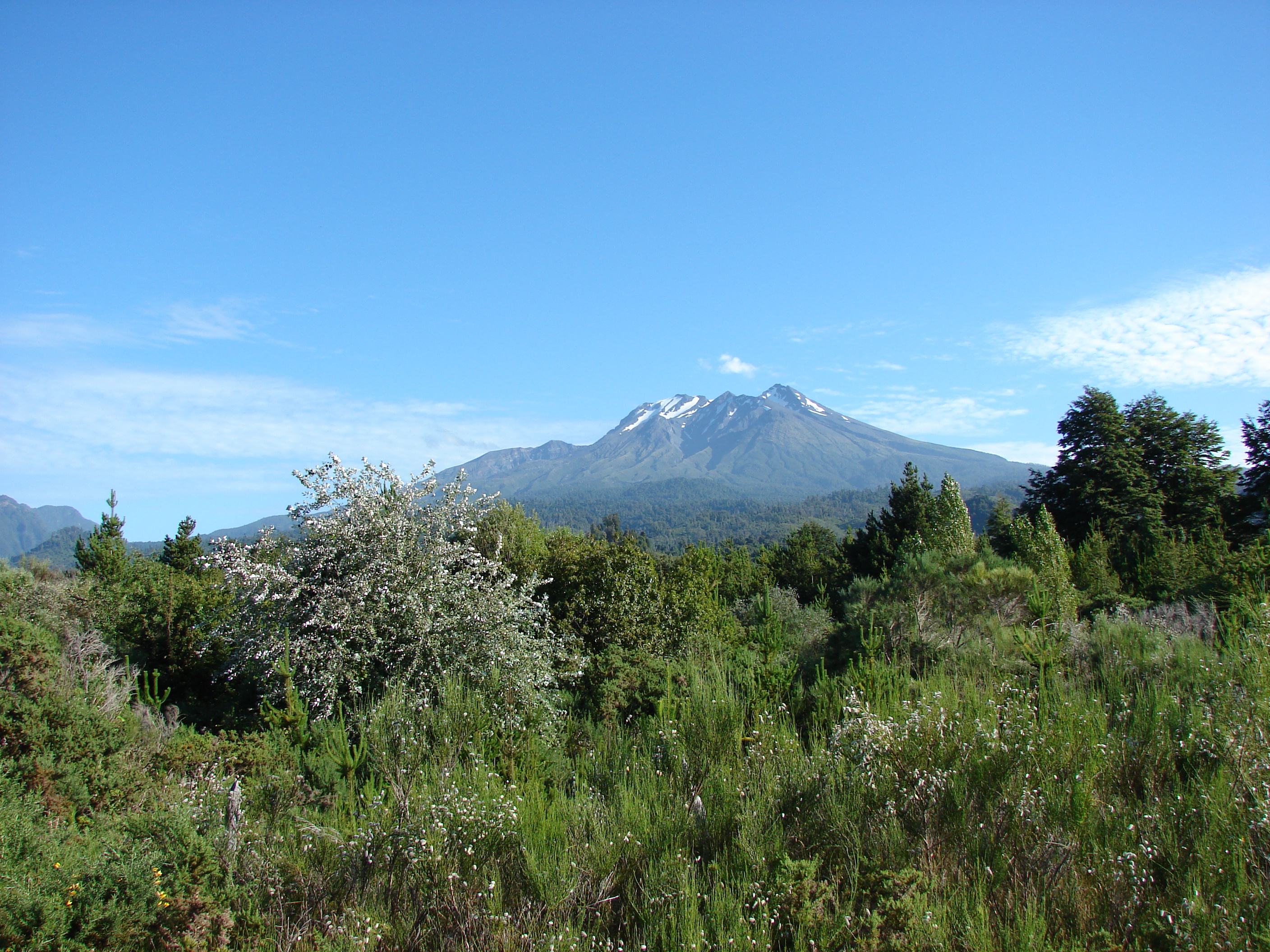
Вид на вулкан Кальбуко з боку озера Льянкіуе та автодороги 225
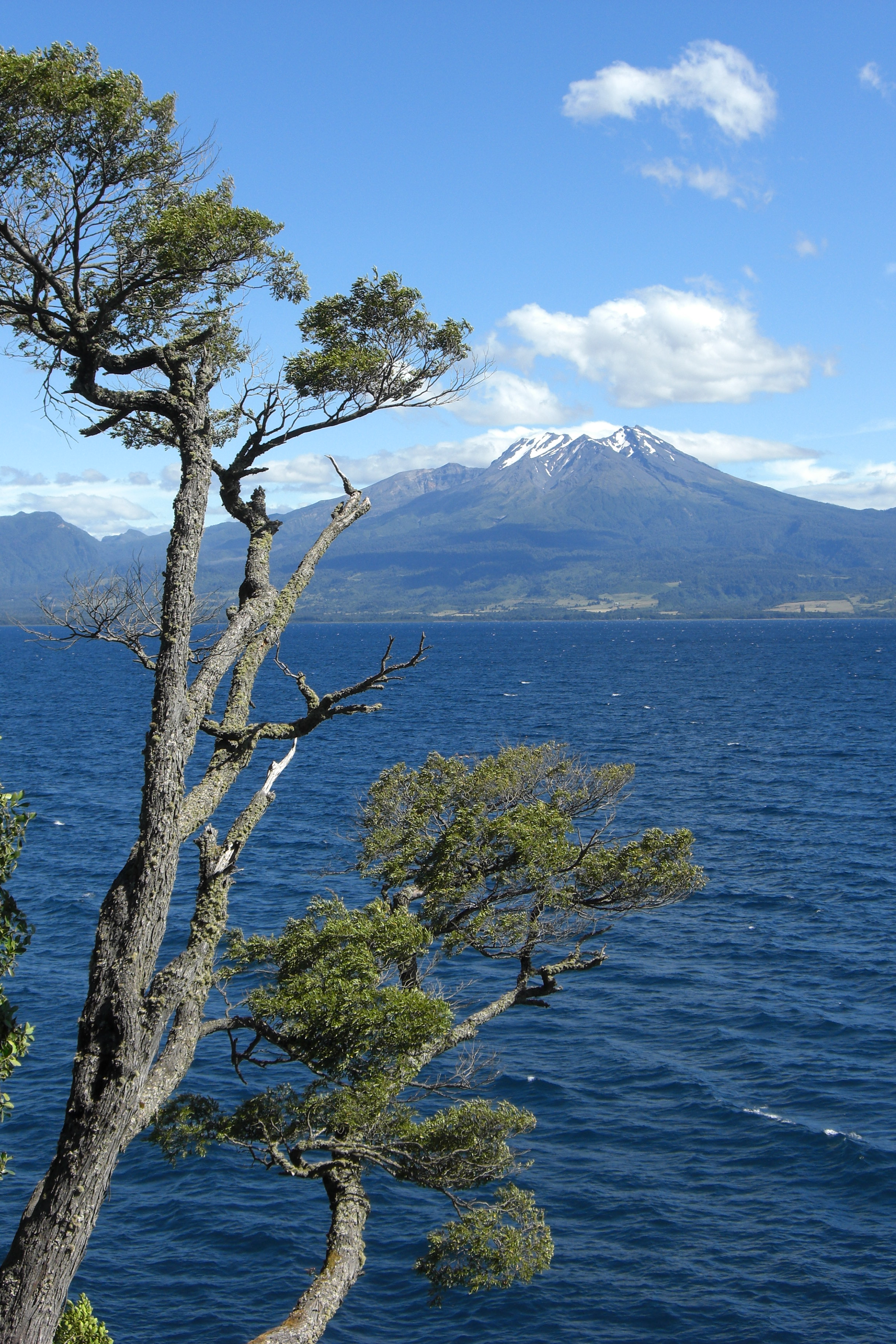
Вид на Кальбуко з берега озера Льянкіуе

## Ресурси Інтернету
- Global Volcanism Program — Calbuco
- Вулкани — Вулкан Калбуко [Архівовано 4 березня 2016 у Wayback Machine.]

| Вулкан | Це незавершена стаття про вулкан. Ви можете допомогти проєкту, виправивши або дописавши її. |

| Чилі | Це незавершена стаття з географії Чилі. Ви можете допомогти проєкту, виправивши або дописавши її. |